# Улрика Фридерика Вилхелмина фон Хесен-Касел
Улрика Фридерика Вилхелмина фон Хесен-Касел (на немски: Ulrike Friederike Wilhelmine von Hessen-Kassel1; * 31 октомври 1722, Касел, † 28 февруари 1787, Ойтин) е принцеса от Хесен-Касел и чрез женитба през 1773 г. графиня на Олденбург и от 1774 до 1785 г. херцогиня на Херцогство Олденбург.

## Живот
Тя е най-възрастната дъщеря на ландграф Максимилиан фон Хесен-Касел (1689 – 1753) и съпругата му Фридерика Шарлота фон Хесен-Дармщат (1698 – 1777), дъщеря на ландграф Ернст Лудвиг от Хесен-Дармщат (1667 – 1739) и Доротея Шарлота фон Бранденбург-Ансбах (1661 – 1705), дъщеря на маркграф Албрехт II фон Бранденбург-Ансбах (1620 – 1667). Баща ѝ е брат на шведския крал Фридрих I и на ландграф Вилхелм VIII фон Хесен-Касел. По-малката ѝ сестра Вилхелмина (1726 – 1808) се омъжва на 25 юни 1752 г. за принц Хайнрих Пруски (1726 – 1802), по-малък брат на пруския крал Фридрих Вилхелм I.
Улрика Фридерика се омъжва на 21 ноември 1752 г. в Касел за холщайнския граф Фридрих Август фон Олденбург (1711 – 1785), син на херцог Кристиан Август фон Шлезвиг-Холщайн-Готорп и Албертина Фридерика фон Баден-Дурлах. Той е брат на шведския крал Адолф Фридрих и на Йохана Елизабет, майката на руската императрица Екатерина II Велика.
След смъртта на нейния съпруг през 1785 г. неговият племенник Петер I поема регентството за душевно болния им син Петер Фридрих Вилхелм.
Улрика Фридерика умира на 28 февруари 1787 г. на 64 години и е погребана в катедралата на Любек.

## Деца
Улрика Фридерика и Фридрих Август имат три деца:
- Петер Фридрих Вилхелм (1754 – 1823), формално вторият херцог на Олденбург, планувана женитба за Шарлота Вилхелмина фон Хесен-Дармщат
- Луиза Каролина (1756 – 1759)
- Хедвиг Елизабет Шарлота (1759 – 1818), омъжена на 7 юли 1774 г. за бъдещия крал на Швеция Карл XIII (1748 – 1818)